# Tomasz Kot
Tomasz Kot (Legnica, 21 aprile 1977) è un attore polacco meglio noto per il suo ruolo nel film Cold War.

## Filmografia parziale
- Testosteron, regia di Andrzej Saramonowicz e Tomasz Konecki (2007)
- Pokot, regia di Agnieszka Holland (2017)
- Cold War (Zimna wojna), regia di Paweł Pawlikowski (2018)
- A Perfect Enemy, regia di Kike Maíllo (2020)
- Żeby nie było śladów, regia di Jan P. Matuszyński (2021)
- Joika - A un passo dal sogno (Joika), regia di James Napier Robertson (2023)

## Riconoscimenti
- European Film Awards
  - 2018 – Candidatura per il miglior attore per Cold War